# Forcipella cleistochlamys
Forcipella cleistochlamys är en akantusväxtart som beskrevs av Gustav Lindau. Forcipella cleistochlamys ingår i släktet Forcipella och familjen akantusväxter. Inga underarter finns listade i Catalogue of Life.